# Desbrossadora

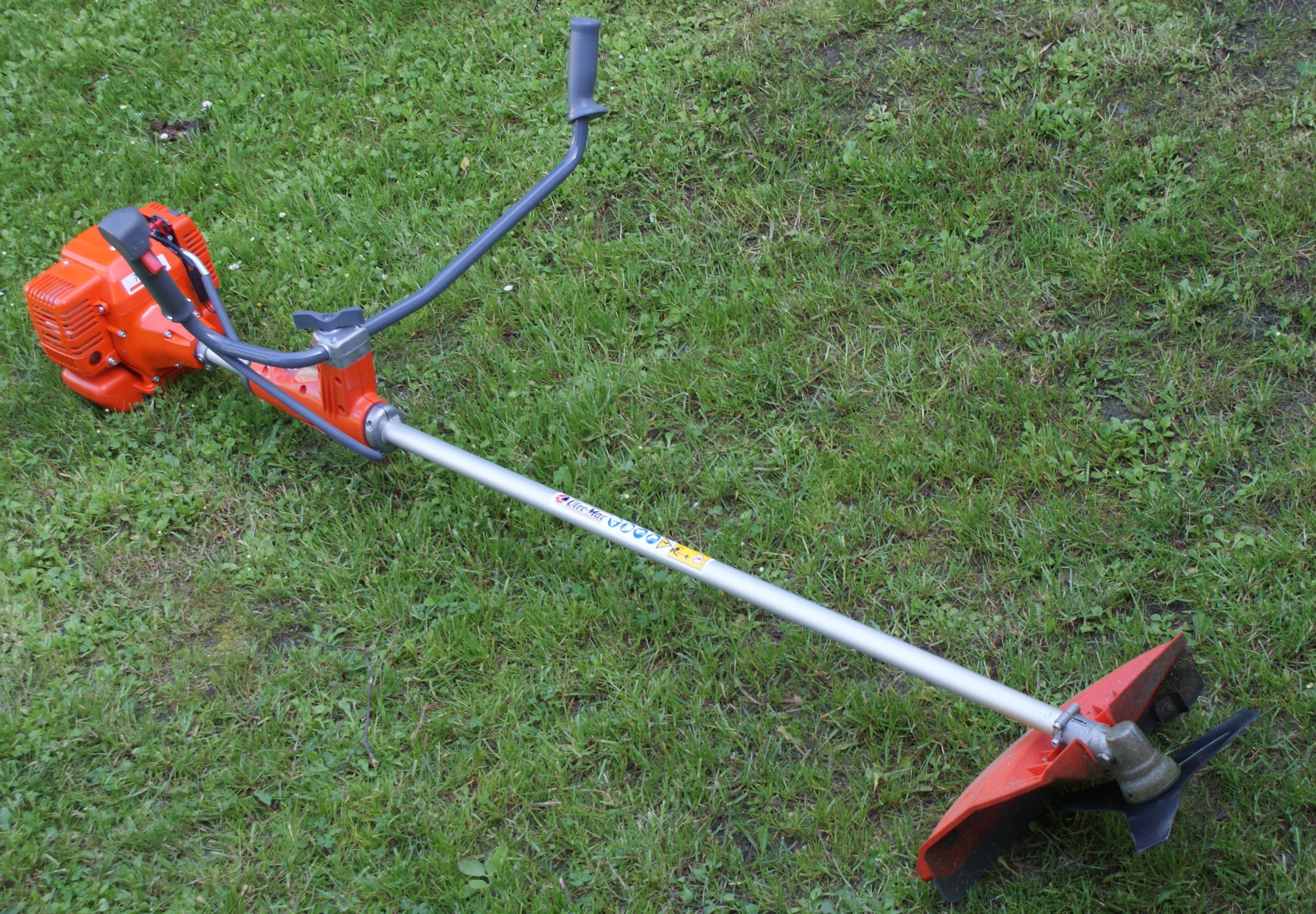
desbrossadora

La desbrossadora, tallavores o  moto-dalla és una màquina utilitzada en jardineria per a tallar les males herbes arran de terra i per repassar els llocs als quals una segadora de gespa no pot arribar, com les cantonades i les vores, etc. El tall el realitza amb un fil de niló o fulles presentades en discs.
També pot ser una màquina que talla, premsa i pica les herbes, plantes i branques que creixen al camp, per aconseguir un assecament més ràpid i uniforme del terreny. Aquest tipus de desbrossadores poden ser accionades i arrossegades per un tractor o amb animals de tir. Les unitats del tall es poden muntar per sota del tractor entre les rodes davanteres i posteriors, o bé, anar en la part posterior amb un enganxall de tres punts.

## Funcionament
Les desbrossadores funcionen amb un motor que pot ser de combustió o elèctric. A més, algunes tenen inclosos sistemes d'antivibració per aconseguir un millor control. El motor va connectat a una barra llarga i prima que acaba en el sistema de tall. Les barres poden ser rectes o corbes i estan proveïdes d'empunyadures que poden ser de tipus delta (un agafador petit) o de doble manillar (s'agafa amb les dues mans per distribuir millor el pes). Al final de la barra hi ha un dispositiu de gir responsable del tall que pot ser un capçal de polietilè o un ABS en què es fa servir un fil de niló de diferent gruix. Per a treballs més pesats, s'usen peces d'acer amb diferents formes, sent les més comunes les de 3 o 4 puntes. Les desbrossadores solen venir amb arnès o motxilla per assegurar-les al cos i facilitar la seva manipulació tot repartint el pes.
Disposen d'un accelerador que regula la velocitat de gir del capçal.

## Desbrossadora de gasolina
Preparació inicial
Verificació de l’equip: Abans d’utilitzar la desbrossadora, assegura’t que estigui en bon estat. Revisa les ganivetes, el capçal de tall i qualsevol component mòbil per assegurar-te que no hi hagi danys ni desgast excessiu.
Combustible: Omple el dipòsit de combustible amb la mescla adequada de gasolina i oli segons les recomanacions del fabricant.
Arrencada del motor
Assegura’t que la desbrossadora estigui col·locada sobre una superfície plana i estable. Encén l’interruptor d’encesa/apagada en la posició correcta. Si la desbrossadora té un cebador, prem-lo diverses vegades per bombar combustible al carburador. Aguanta fermament la desbrossadora i estira el cordó d’arrencada amb un moviment ràpid i ferm fins que el motor s’engegui.
Generació d’energia
El motor de la desbrossadora, que funciona amb gasolina, genera energia per alimentar el mecanisme de tall. La gasolina entra al carburador, on es barreja amb aire en la proporció adequada. La mescla de combustible i aire entra a la cambra de combustió, i la bugia genera una espurna que encén la mescla, provocant la combustió. L’energia alliberada durant la combustió impulsa el pistó, que al seu torn fa girar el cigonyal i el volant d’inèrcia, generant moviment i potència.
Mecanisme de tall
La potència generada pel motor es transmet al mecanisme de tall mitjançant un eix o una transmissió. Depenent del model de desbrossadora, el mecanisme de tall pot ser un capçal de niló amb fil de niló per tallar herba lleugera, o ganivetes metàl·liques per tallar males herbes més denses i arbusts.
Funcionament i manteniment
Un cop la desbrossadora està en funcionament, ajusta la velocitat i l’altura de tall segons les teves necessitats. Fes talls suaus i evita forçar la màquina per allargar-ne la vida útil. Fes un manteniment regular, com ara la neteja del filtre d’aire, el canvi d’oli i l’esmolat de les ganivetes, per garantir un rendiment òptim.

## Mesures de seguretat
Cal tenir en compte que la màquina es penja del coll amb una cinta gruixuda i es porta sota l'aixella recolzada al maluc, valgui com a prova la foto de mostra on es veu el braç esquerre molt més llarg que el dret, de manera que el cos del jardiner quedi centrat respecte al "pseudomanillar (a les màquines de baix preu modernes no és així).
La màquina ha d'estar equipada amb un protector, consistent en una xapa que cobreix la part superior dels elements tallants, que evita que surtin pedres, bocins vegetals o altres objectes, projectats cap a l'usuari.
Obligatòriament, l'obrer ha de portar casc de protecció, amb reixeta o pantalla per a protegir la cara. D'altra banda, si al terreny abunden els objectes o pedres soltes, és convenient també que utilitzi roba cenyida, còmoda i resistent per protegir el seu cos de possibles impactes per projecció.
El protector incorporat a la màquina no garanteix la protecció contra objectes projectats endavant i, per això, cal tenir molta cura amb les persones que poguessin trobar-se en les proximitats de l'operari. Com a norma general, la persona que utilitzi la desbrossadora s'ha d'assegurar que no té a ningú a menys de 15 metres, especialment al seu davant.
També és convenient utilitzar orelleres protectores, així com guants esmorteïts i amb superfície antilliscant d'agafada per evitar frecs i cops a les mans, i botes de seguretat amb sola antilliscant.

## Accessoris
- Disc metàl·lic, molt més potent que el fil de niló, i que talla matoll i males herbes grans. Tenen entre 3 i 22 dents -aquests darrers permeten tallar fusta.
- Talla-bardissa
- Serra o podador amb dents, per tallar arbusts i branques.

Abans de la invenció i de l'adopció de la desbrossadora mecànica, en llocs on resulta poc pràctic o poc econòmic l'ús d'un tallagespa, les herbes es tallaven a mà usant una dalla o una falç.

## Marques de desbrossadores
- Alpina
- Black+Decker
- Bosch
- Ducati
- Echo
- Einhell
- FUXTEC
- Garland
- Greenworks
- Greencut
- Honda
- Husqvarna
- Hyundai
- Kawasaki
- KPC
- Makita
- McCulloch
- Oleo Mac
- Ryobi
- Stihl
- Worx
- Lidl
- Alcampo
- Gardebruk

## Sinònims
Sinònims: Desbrossadora, Desbrossadora de males herbes, Motoguadaña, Mosca, Orilladora, Tallabordes, etc.

## Similars
Rebordejadora, Orilladora, Tallabordes, Tallasetos: Mosca de baixa potència.
Segadora: Aparell per segar.
Dalla, Falç: Eina antiga per segar.
Tallagespa, Podadora: Tota la maquinària utilitzada per tallar o segar gespa.
Varejadora: eina que serveix per varejar i fer caure fruits com olives dels arbusts.